# Tevfik
Tevfik ist ein relativ häufig vorkommender türkischer männlicher Vorname arabischer Herkunft (arabisch Tawfik arabisch توفيق). 
Die weibliche Form des Namens ist Tevfika.

## Namensträger

### Osmanische Zeit
- Çaylak Tevfik (1843–1893), osmanisch-türkischer Schriftsteller und Journalist
- Ahmed Tevfik Pascha (1845–1936), letzter Großwesir des Osmanischen Reichs
- Tevfik Fikret (1867–1915), türkischer Dichter

### Vorname
- Tevfik Alpaslan (* 1926), türkischer Luftwaffenoffizier
- Tevfik Rüştü Aras (1883–1972), türkischer Arzt und Diplomat
- Tevfik Başer (* 1951), türkisch-deutscher Filmregisseur und -autor
- Rıza Tevfik Bölükbaşı (1869–1949), türkischer Politiker, Philosoph, Dichter und führender Freimaurer
- Tevfik Esenç (1904–1992), letzter Sprecher der kaukasischen Sprache Ubychisch
- Tevfik Kış (1934–2019), türkischer Ringer
- Tevfik Köse (* 1988), türkischer Fußballspieler
- Tevfik Sağlam (1882–1963), türkischer Militär, Mediziner, Hochschullehrer und Politiker
- Tevfik Turan (* 1954), türkischer Germanist, Herausgeber und literarischer Übersetzer
- Tevfik Fikret Uçak (1933–2003), türkischer Filmregisseur, Drehbuchautor und Filmschauspieler

### Familienname
- Emine Naciye Tevfik (≈1875–1960), osmanisch-türkische Malerin
- Feriha Tevfik (1910–1991), türkische Schauspielerin